# Riptide
«Riptide» (с англ. — «Бушующие волны») ― сингл австралийского певца и автора песен Вэнса Джоя. Впервые он был выпущен в качестве трека на его дебютном альбоме God Loves You When You are Dancing, став вторым синглом, а также вошел в его дебютный студийный альбом Dream Your Life Away.
Он получил положительные отзывы музыкальных критиков, которые высоко оценили его текст и вокал. Сингл имел коммерческий успех в Австралии, заняв 6-е место в ARIA Charts и впоследствии став песней номер 1 на радиостанции Triple J's Hottest 100 2013 года. В следующем году сингл также занял 10-е место в Великобритании и вошел в чарт альтернативных песен Billboard, достигнув пика на 1-м месте. К маю 2015 года он стал вторым самым долгоиграющим синглом в чарте Billboard Hot 100 в США, появляясь в этом списке в течение 43 недель.
В мае 2015 года стало известно, что «Riptide» стала самой долгоиграющей песней в истории чартов ARIA, оставаясь в топ-100 в течение 107 недель. Сингл превзошел предыдущий рекорд в 106 недель, удерживаемый песней «Poker Face» Леди Гаги. В январе 2016 года количество недель, проведенных в чарте составляло 120.
По состоянию на январь 2018 года было продано 6 000 000 копий.

## Создание
Первые несколько аккордов песни и первые две строчки были первоначально написаны Джоем в Мельбурне в 2008 году. Он отложил ее в долгий ящик. Через несколько лет после учебы в университете и карьеры в ВФЛ Джой начал выступать с открытым микрофоном, что в конечном итоге привело к профессиональной музыкальной карьере.
Во время записи песни в 2012 году, за год до выхода альбома, Джой писал песню, которая напомнила ему об отложенном проекте «Riptide» 2008 года, затем он объединил стихи и музыку 2008 года со своим нынешним проектом. Черновая версия песни была выложена на его личный аккаунт в Facebook. Хотя Джой выложил только первый куплет и припев, ободряющая реакция друзей и семьи Джоя побудила его закончить песню. Вэнс первоначально записал и спродюсировал песню вместе с барабанщиком Эдвином Уайтом всего за один день в студии Red Door Studios, расположенной в пригороде Мельбурна. Дополнительное производство было впоследствии завершено Джоном Каслом. В одном из интервью Джой рассказал, что название песни было взято у мотеля с тем же названием, в котором он часто бывал.

## Музыкальный клип
Клип был выпущен на YouTube 2 апреля 2013 года, общей продолжительностью три минуты и двадцать пять секунд. Режиссерами выступили Димитрий Базил и Лаура Горун. Он художественно изображает песню слово в слово.

## Критика
Ханна Гилкрист из журнала Red Magazine описала песню так:
...такое чувство, что вы сидете на калифорнийском пляже с бутылкой пива, пока ваши друзья резвятся в волнах – неудивительно, что песня вдохновлена треками 70-х.

## Каверы
На песню было записано множество кавер-версий:
- Джорджия Арден, австралийская исполнительница, записала свою версию песни в своем концертном альбоме Arden.
- Концертная версия песни была записана южноафриканской артисткой Ван Ти на ее EP Tides, который был выпущен в 2013 году[12].
- Певица и автор песен, Gossling, также записал версию «Riptide» в 2014 году.
- Певица Тейлор Свифт исполнила фортепианную версию песни на Live Lounge BBC Radio 1 9 октября 2014 года[13]. Эта версия песни состоит из фортепиано, электрооргана, шейкера и акустической гитары.
- Певица Грейс Вандервол неоднократно исполняла эту песню, особенно во время своего выступления на сцене Honda в Бруклинской художественной библиотеке в 2018 году[14].
- Группа MisterWives также записала свою версию «Riptide» в 2014 году.
- Музыкант Кристиан Лив записал эту песню в 2015 году.
- Певица Жасмин Томпсон записала свою версию песни в 2014 году.

## В культуре
Песня прозвучала в фильме «Переростки на краю света» и в таких телесериалах, как «Сталкер», «Анатомия страсти», «Гавайи 5.0», «Соседи», «Домой и в путь».
Эта песня также используется в рекламе Medibank и Irish Life Assurance Plc.
Она также была использована серии телевизионных рекламных роликов Toyota в 2020 году.

## Трек-лист
| Чарт (2013–17)                               | Высшая позиция |
| -------------------------------------------- | -------------- |
| Австралия (ARIA)                             | 6              |
| Австрия (Ö3 Austria Top 40)                  | 4              |
| Бельгия/Фландрия (Ultratip Bubbling Under)   | 6              |
| Бельгия/Фландрия (Ultratop Dance)            | 19             |
| Бельгия/Валлония (Ultratip Bubbling Under)   | 4              |
| Бельгия/Валлония (Ultratop Dance)            | 27             |
| Канада (Billboard Canadian Hot 100)          | 13             |
| Канада (Billboard AC)                        | 30             |
| Канада (Billboard CHR/Top 40)                | 39             |
| Канада (Billboard Hot AC)                    | 29             |
| Канада (Billboard Rock)                      | 10             |
| Чехия (Rádio — Top 100)                      | 4              |
| Чехия (Singles Digitál Top 100)              | 9              |
| Франция (SNEP)                               | 65             |
| Германия (GfK)                               | 9              |
| Ирландия (IRMA)                              | 7              |
| Израиль (Media Forest)                       | 2              |
| Нидерланды (Dutch Top 40)                    | 25             |
| Нидерланды (Single Top 100)                  | 50             |
| Польша (Polish Airplay Top 100)              | 3              |
| Шотландия (OCC Scotland)                     | 8              |
| Словакия (Rádio — Top 100)                   | 2              |
| Словакия (Singles Digitál Top 100)           | 8              |
| Slovenia (SloTop50)                          | 7              |
| Швеция (Sverigetopplistan)                   | 18             |
| Швейцария (Schweizer Hitparade)              | 17             |
| Великобритания (OCC UK Singles)              | 10             |
| Великобритания (OCC UK Indie)                | 1              |
| США (Billboard Hot 100)                      | 30             |
| США (Billboard Hot Rock & Alternative Songs) | 2              |
| США (Billboard Rock & Alternative Airplay)   | 1              |
| США (Billboard Adult Alternative Songs)      | 7              |
| США (Billboard Alternative Airplay)          | 1              |
| США (Billboard Adult Contemporary)           | 16             |
| США (Billboard Adult Pop Airplay)            | 7              |
| США (Billboard Pop Airplay)                  | 18             |

| Чарт (2013)      | Позиция |
| ---------------- | ------- |
| Australia (ARIA) | 12      |

| Чарт (2014)                            | Позиция |
| -------------------------------------- | ------- |
| Australia (ARIA)                       | 55      |
| Austria (Ö3 Austria Top 40)            | 26      |
| Canada (Canadian Hot 100)              | 69      |
| France (SNEP)                          | 163     |
| Germany (Official German Charts)       | 27      |
| Ireland (IRMA)                         | 14      |
| Israel (Media Forest)                  | 6       |
| Italy (FIMI)                           | 76      |
| Netherlands (Single Top 100)           | 69      |
| Poland (ZPAV)                          | 36      |
| Slovenia (SloTop50)                    | 19      |
| Sweden (Sverigetopplistan)             | 26      |
| Switzerland (Schweizer Hitparade)      | 38      |
| UK Singles (Official Charts Company)   | 42      |
| US Hot Rock Songs (Billboard)          | 12      |
| US Rock Airplay (Billboard)            | 7       |
| US Adult Alternative Songs (Billboard) | 34      |
| US Alternative Songs (Billboard)       | 7       |

| Чарт (2015)                       | Позиция |
| --------------------------------- | ------- |
| Canada (Canadian Hot 100)         | 37      |
| Netherlands (Dutch Top 40)        | 100     |
| US Billboard Hot 100              | 71      |
| US Adult Contemporary (Billboard) | 44      |
| US Adult Top 40 (Billboard)       | 30      |
| US Hot Rock Songs (Billboard)     | 8       |

| Чарт (2017)   | Позиция |
| ------------- | ------- |
| France (SNEP) | 189     |

| Чарт (2010–2019)                     | Позиция |
| ------------------------------------ | ------- |
| Australia (ARIA)                     | 14      |
| Australian Artist Singles (ARIA)     | 2       |
| UK Singles (Official Charts Company) | 65      |
| US Hot Rock Songs (Billboard)        | 34      |

## Сертификации
| Регион | Сертификация  | Продажи   |
| --- | ------------- | --------- |
| Австралия (ARIA) | 9× Платиновый | 630 000   |
| Австрия (IFPI Austria) | Платиновый    | 30 000*   |
| Канада (Music Canada) | 6× Платиновый | 480 000   |
| Дания (IFPI Danmark) | Платиновый    | 90 000    |
| Германия (BVMI) | Золотой       | 150 000^  |
| Италия (FIMI) | 3× Платиновый | 150 000   |
| South Africa (RISA) | Золотой       | 10,000*   |
| Швеция (GLF) | Платиновый    | 40 000    |
| Швейцария (IFPI Switzerland) | Золотой       | 15 000^   |
| Великобритания (BPI) | 3× Платиновый | 1 800 000 |
| США (RIAA) | 6× Платиновый | 6 000 000 |
| Streaming |               |           |
| Дания (IFPI Danmark) | Золотой       | 1 300 000 |
| * Данные о продажах приведены только на основе сертификации. · ^ Данные о тиражах приведены только на основе сертификации. · Данные о продажах + прослушиваниях приведены только на основе сертификации. · Данные только о прослушиваниях приведены на основе сертификации. |               |           |